# Motha, Nanjangud
Motha là một làng thuộc tehsil Nanjangud, huyện Mysore, bang Karnataka, Ấn Độ.